# Dorudon
Dorudon je rod vyhynulých, středně velkých mořských savců, jehož zástupci patřili k jedním z prvních plně akvatických kytovců. Žili někdy před 40,4–33,9 miliony lety. Z řady morfologických adaptací pro vodní život lze zmínit silnou redukci končetin, posun nosních dírek dále od konce čenichu, velmi dobrý sluchový aparát nebo pohyb pod vodou s pomocí máchání ocasu nahoru a dolů, což je typické i pro moderní kytovce.

## Systematika

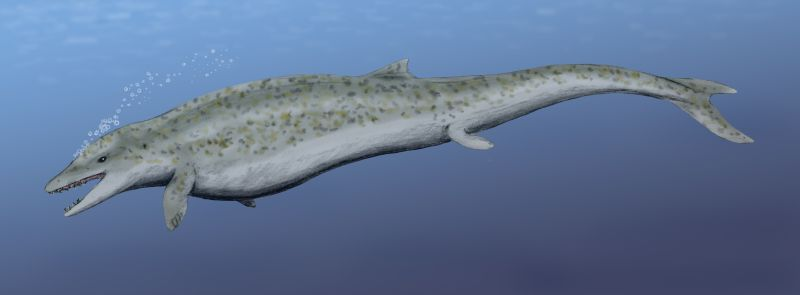
Umělecká představa dorudona

Za popisnou autoritu rodu je považován přírodovědec Robert Wilson Gibbes, který na základě fosilních ostatků několika zubů a částečně zachované čelisti z Jižní Karolíny popsal druh Dorudon serratus v roce 1845. Z dvojitého kořene nalezených zubů Gibbes odvodil, že patřily savci, a z jejich dutosti vyvodil, že náležely nedospělému jedinci. Gibbes také poznamenal podobnost zubů se zuby Zeuglodona (Basilosaurus), který byl popsán jen o několik let dříve. Později při průzkumu typové lokality Gibbes dále objevil fosilizovanou spodní čelist a dvanáct ocasních obratlů, ze kterých logicky usuzoval, že náležely stejnému druhu. Gibbes nakonec svůj původně popsaný rod Dorudon potlačil a místo něj nalezené pozůstatky interpretoval jako nedospělého jedince Zeuglodona. Gibbes však umožnil Louisi Agassizovi z Harvardovy univerzity, aby jeho vzorky prozkoumal. Agassiz seznal, že se nejedná o zuby nedospělce, ani o zuby Zeuglodona, ale o zuby samostatného rodu, tak jak Gibbes původně navrhoval.
V roce 1906 byl popsán další dorudon Dorudon atrox, který je dobře znám díky velkému množství fosilních nálezů z Egypta.

## Popis a biologie
Drtivá většina informací o dorudonech se odvozuje z druhu Dorudon atrox, u něhož je známo velké množství fosilií. Dorudon atrox byl jedním z prvních plně akvatických kytovců. Měl krátké prsní ploutve a silně redukované zadní končetiny, které nebyly přizpůsobeny pohybu na souši. Nosní dírky byly posunuty daleko od konce čenichu, a sice mezi konec čenichu a oči, což usnadňovalo dýchání při vynoření. Velmi dobře vyvinutý sluchový aparát byl již dobře přizpůsoben přijímání zvukových vjemů pod vodou, jak je tomu u moderních kytovců. Zatímco starší formy kytovců se pod vodou pohybovaly s pomocí pádlování končetin či pohybu zadní části těla do stran, u dorudonů se již objevuje pohyb s pomocí vlnění ocasu nahoru a dolů. Tento způsob plavání se zachoval i u všech moderních kytovců. Oči D. atrox byly posazeny po stranách hlavy, což je adaptace na lov pod vodou.

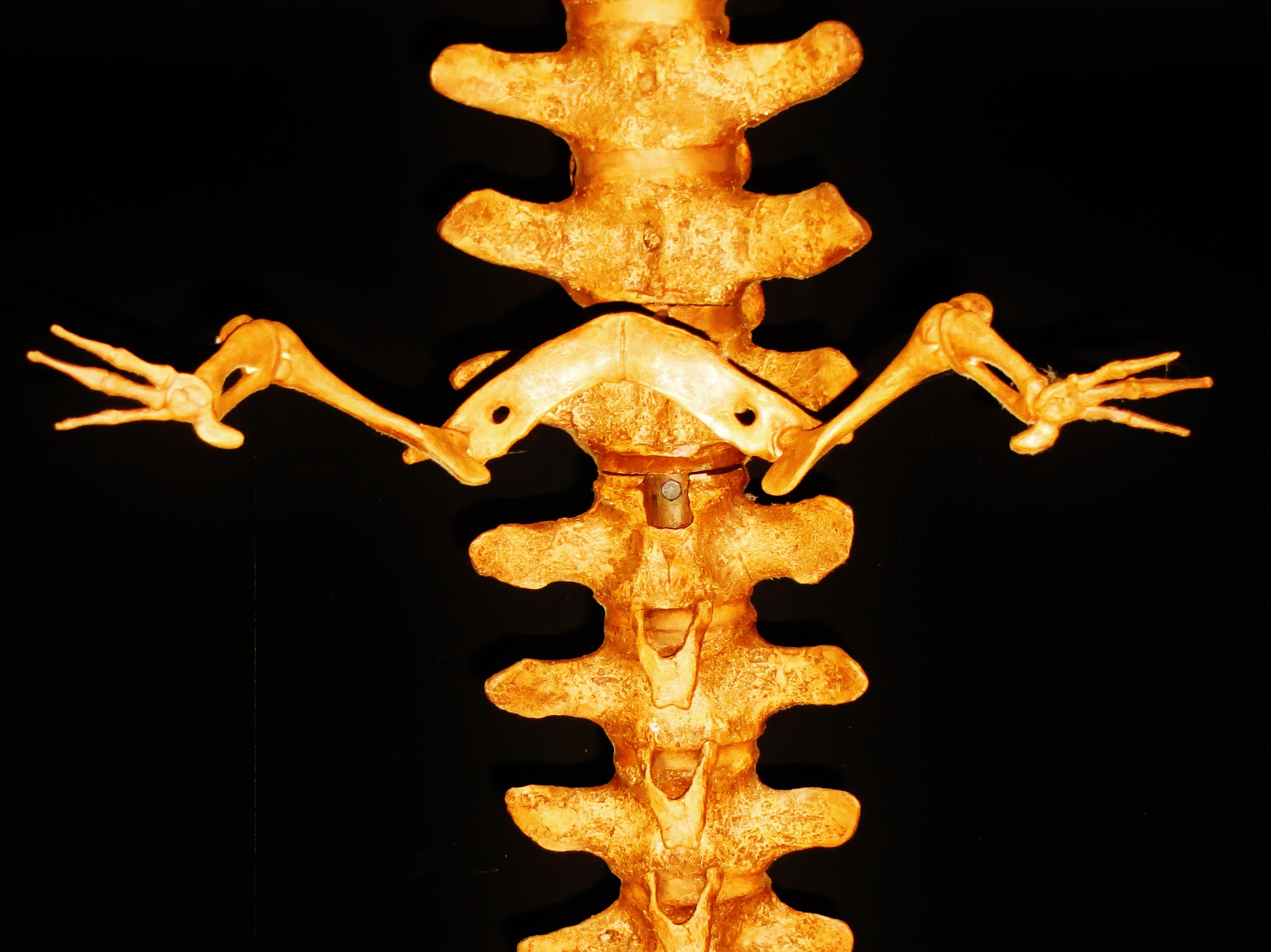
Silně redukované zadní končetiny D. atrox

D. atrox dosahoval délky kolem 5 metrů a hmotnosti 2240 kg, což se dá porovnat zhruba s běluhou. Živil se rybami. Zubní vzorec je 3.1.4.23.1.4.3 × 2 = 42 zubů. Přední zuby spodní a horní čelisti do sebe dobře zapadají. D. atrox patrně lovil tak, že kořist nejdříve polapil s pomocí předních špičatých zubů, načež ji posunul dále do tlamy, kde ji porcoval s pomocí zadních nožovitých, bočně zploštělých, dlouhých zadních zubů. Takovýto způsob požírání potravy je značně odlišný od moderních ozubených, kteří zuby používají pouze pro chycení kořisti, kterou pak polykají celou.
Juvenilní jedinci byli oblíbenou kořistí basilosaurů, velkých dravých kytovců. To se vyvozuje hlavně na základě četných nálezů fosilizovaných lebek nedospělých dorudonů z Egypta, které mají zářezy po basilosauřích zubech. Vzhledem k tomu, že kolem poloviny nálezů kosterních pozůstatků dorudonů z egyptského vádí Al-Hitan patřilo nedospělým jedincům, je možné, že tam někdy v pozdním eocénu docházelo k vrhům mláďat, na kterých se přicházeli krmit basilosauři.